# Kỳ Phú, Nho Quan
Kỳ Phú là một xã thuộc huyện Nho Quan, tỉnh Ninh Bình, Việt Nam.

## Địa lý
Xã Kỳ Phú nằm ở phía tây nam huyện Nho Quan, cách trung tâm thành phố Ninh Bình 38 km, có vị trí địa lý:
- Phía đông giáp các xã Văn Phú, Phú Lộc
- phía nam giáp xã Phú Long
- phía tây giáp tỉnh Thanh Hóa
- phía bắc giáp xã Cúc Phương.

Xã Kỳ Phú có diện tích là 44,45 km², dân số năm 2019 là 4.970 người, mật độ dân số đạt 112 người/km².
Đây là xã có diện tích lớn thứ 2 Ninh Bình, chỉ sau xã Cúc Phương. Đây là một trong 10 xã có mật độ dân cư thấp nhất Ninh Bình, theo thứ tự tăng dần gồm: Cúc Phương, Kỳ Phú, Quang Sơn, Phú Long, Ninh Hải, Đông Sơn, Sơn Lai, Yên Đồng, Gia Hòa và Gia Sinh.
Xã Kỳ Phú có Đại lộ Tràng An (đường nối chùa Bái Đính - Cúc Phương) đi qua.

## Du lịch

### Suối nước khoáng Cúc Phương
Trên địa bàn xã Kỳ Phú có suối nước khoáng Cúc Phương đã được đầu tư khai thác. Nước khoáng Cúc Phương được khai thác từ nguồn khoáng nóng trên 35 °C độ sâu trên 100m có tên khoa học Bicabonat Magnesi tại vùng đệm rừng nguyên sinh Cúc Phương. Được đóng chai trực tiếp tại nguồn, trên dây chuyền thiết bị hiện đại của hãng B.C Macri Vitoreo - Italia.
Ưu thế của nước khoáng Cúc Phương là: Xuất xứ từ nguồn khoáng chất lượng cao, môi trường thiên nhiên hoang sơ, không bị ô nhiễm do thuốc bảo vệ thực vật và chất thải công nghiệp, sinh hoạt. Nước khoáng thiên nhiên Cúc Phương có thể uống với lượng bất kỳ dùng cho mọi lứa tuổi bởi: Độ ngọt tự nhiên, thành phần khoáng chất và vi lượng hợp lý, có tác dụng điều hoà một số chức phận tiêu hoá, trị mãn tính đường ruột, tiêu mỡ, giải rượu, dưỡng da, sau khi đun sôi vẫn đảm bảo các khoáng chất có ích, đặc biệt là hàm lượng Iod tham gia phòng chống bướu cổ và có lợi cho trí tuệ.

### Công viên động vật hoang dã quốc gia Việt Nam
Dự án đầu tư xây dựng Lưu trữ ngày 4 tháng 3 năm 2016 tại Wayback Machine Công viên bảo tồn động vật hoang dã Quốc gia tại Ninh Bình thực hiện theo Quyết định số 57/QĐ-TTg của Thủ tướng chính phủ Việt Nam. Địa điểm của dự án được đặt tại 2 xã Kỳ Phú và Phú Long (Nho Quan) với tổng diện tích khoảng 1.488 ha. Đây là công viên bảo tồn động vật hoang dã Quốc gia đầu tiên tại Việt Nam và được xây dựng, phát triển, hoạt động đạt tiêu chuẩn Quốc tế.
Dự án dự kiến giai đoạn đầu tư thu hút khoảng 2 triệu khách/năm và đến năm 2020 sẽ đón 3,5 triệu khách/năm. Dự án đi vào hoạt động sẽ tạo việc làm cho khoảng 2.500 lao động. Tổng vốn đầu tư khoảng 9.364,5 tỷ đồng, trong đó nguồn ngân sách 3.964,5 tỷ đồng, nguồn vốn doanh nghiệp và huy nguồn vốn xã hội hoá 5.400 tỷ đồng. Thời gian thực hiện dự án từ năm 2012- 2020. Đây là dự án mang tầm vóc quốc tế và cũng là dự án đầu tiên được triển khai tại Việt Nam cũng như trên địa bàn tỉnh Ninh Bình.
Dự án này nằm ngay vùng đệm ở phía nam Vườn quốc gia Cúc Phương, rất gần các Khu du lịch Tràng An, chùa Bái Đính, Khu du lịch sinh thái hồ Đồng Chương, suối Kênh Gà-động Vân Trình để tạo thành quần thể du lịch liên hoàn thu hút khách du lịch về với cố đô Hoa Lư.
Theo QUYẾT ĐỊNH Số: 731 /QĐ-UBND V/v phê duyệt quy hoạch xây dựng Công viên động vật hoang dã Quốc gia tại tỉnh Ninh Bình, Công viên động vật hoang dã Quốc gia Việt Nam có 6 phân khu chính gồm Lưu trữ ngày 5 tháng 3 năm 2016 tại Wayback Machine:
- Phân khu động vật hoang dã: Vị trí tại phía tây khu đất, tiếp giáp với vườn quốc gia Cúc Phương. Các hoạt động tại đây có tính chất gần gũi với thiên nhiên; Gồm các công trình: Nhà điều hành, quản lý, nghiên cứu khoa học; công trình phục vụ chăm sóc, triển lãm động vật hoang dã, các công trình dịch vụ phục vụ khách tham quan.
- Phân khu Vui chơi giải trí theo chủ đề: Vị trí tại phía đông khu đất, cách xa Phân khu động vật hoang dã. Gồm các cụm công trình thể dục thể thao (trường đua, nhà luyện tập, thi đấu thể dục thể thao); Các cụm công trình giải trí (thế giới nước, trò chơi cảm giác mạnh, biểu diễn nghệ thuật, khu mô hình các công trình nổi tiếng thế giới, mê cung, phim trường...) và các dịch vụ hỗ trợ.
- Phân khu Trung tâm dịch vụ: Vị trí tại trung tâm khu đất, là trục chuyển tiếp, kết nối giữa hoạt động thiên nhiên và hoạt động con người. Có các công trình dịch vụ văn phòng, dịch vụ thương mại, khu dịch vụ ăn uống và dịch vụ nghỉ dưỡng.
- Phân khu tái định cư và nhà công vụ: Vị trí gần Trung tâm khu đất, phía đông Nam khu Trung tâm Dịch vụ, bố trí quỹ đất, nhà ở phục vụ công tác tái định cư và cán bộ nhân viên làm việc lâu dài của Dự án.
- Phân khu cây xanh sinh thái 1 và 2: Vị trí phía nam khu đất, là trục cảnh quan rừng của Dự án, tiếp nối với vườn quốc gia Cúc Phương. Các vị trí có địa hình thuận lợi bố trí các khu trang trại Nông lâm, các khu nghỉ dưỡng sinh thái Bungalow, với chức năng là vùng đệm, cách ly khu động vật hoang dã với các hoạt động bên ngoài công viên.
- Phân khu Chăm sóc – Nghiên cứu Phát triển: Vị trí phía tây Bắc khu đất, phục vụ chăm sóc cứu hộ động vật, nghiên cứu nhân giống các loài động vật hoang dã, cung cấp, trao đổi động vật hoang dã cho các Vườn thú.